# Vlag van Overijse
De vlag van Overijse werd door de gemeenteraad op 7 juli 1982 officieel vastgesteld als de gemeentelijke vlag van de Vlaams-Brabantse gemeente Overijse. Op 3 december 1984 werd hij door het Bestuur van Vlaanderen bevestigd en uiteindelijk gepubliceerd op 8 juli 1986 in het officiële Belgisch Staatsblad.
Officieel wordt de vlag beschreven als:
Geel met een blauwe ongebladerde tros van zes druiven, 3, 2 en 1 geplaatst, lambdavormig gesteeld en getakt.
De zes druiven staan voor de zes delen van de gemeente, het centrum van Overijse en vijf gehuchten. De trossteel en -as doen denken aan de gevel en het dak van een kas. De vlag van Overijse is een van de weinige Belgische gemeentevlaggen die niets van doen heeft met het bijbehorende gemeentewapen.